# Anthony Vereen
Anthony Vereen (Hammond, 21 gennaio 1986) è un ex cestista e allenatore di pallacanestro statunitense, professionista nella NBDL e in Europa.

## Palmarès
- Campione NBDL (2015)